# جن‌زدگان
جن‌زدگان یا شیاطین (به روسی: Бесы, tr. Besy) رمانی است از داستایوسکی، نویسندهٔ اهل روسیه. این کتاب یکی از آثار مشهور ادبی جهان به‌شمار می‌رود.
شیاطین تمثیل پیامدهای فاجعه آمیز نیهیلیسم سیاسی و اخلاقی است که در دهه ۱۸۶۰ در روسیه رواج داشت.
چهره مرموز اشرافی نیکولای استاووگین - همتای ورکوخوفسکی در حوزه اخلاقی - بر این کتاب حاکم است و تأثیر فوق‌العاده‌ای بر قلب و ذهن تقریباً همه شخصیت‌های دیگر اعمال می‌کند.
نسل آرمانگرایانه و تحت تأثیر غرب دهه ۱۸۴۰ که در شخصیت استپن ورخوفسکی (که هم پدر پیوتر وروخوفسکی است و هم معلم کودکی نیکولای استاوروگین است) به نمایش گذاشته شده‌است، به عنوان نوکران ناخودآگاه و همدستان ناتوان نیروهای «شیطان» که شهر را تصرف می‌کنند.
یک روشنفکر تصفیه شده و با ذکاوت بالا است که ناخواسته با محوریت پسرش پیوتر استپانوویچ و شاگرد سابق نیکولای استاوروژین، در توسعه نیروهای نیهیلیستی نقش دارد و درنهایت جامعه محلی را در آستانه فروپاشی قرار می‌دهد. داستایوفسکی برای خلق این شخصیت که از یک ایده‌آلیست لیبرال باستانی از روشنفکران روس در دهه ۱۸۴۰ استفاده می‌کند، و تا حدی براساس تیموفی گرانووسکی و الکساندر هرتزن بنا شده‌است.
این رمان با توصیف محبت آمیز اما مضحک راوی از شخصیت و کار اوایل استپان تروفوفیویچ آغاز می‌شود.
شروع حرفه خود را به عنوان مدرس دانشگاه داشت و برای مدت کوتاهی چهره برجسته‌ای در میان مأمورین «ایده‌های جدید» بود که شروع به تأثیرگذاری بر زندگی فرهنگی روسیه کردند. وی ادعا می‌کند که مقامات دولتی او را به عنوان یک متفکر خطرناک می‌دیدند و او را از دانشگاه و تبعید در استان‌ها بیرون می‌کشیدند، اما در واقعیت این احتمال بیشتر بود که هیچ‌کسی از دولت حتی نمی‌دانست که او کیست.

## راوی داستان
روایت اصلی این داستان در متن رمان بر عهده یکی از شخصیت‌های نه چندان شاخص آن است و آن شخص آنتوان لاورنتیوویچ نام دارد و هم او رفیق گرمابه و گلستان یکی از مهمترین شخصیت‌های این رمان یعنی استپان ورخاوینسکی است. راوی داستان در واقع کارمند دولتی است که سعی بر آن دارد تا ماجراهای غیرقابل باوری را که به تازگی در منطقه‌شان رخ داده روایت کند. اما جالبی ماجرا این است که این راوی نه چندان مهم در اتفاقات داستان گاهی تا حدی از اتفاقات و درونیات شخصیت‌های داستان خبر دار است به یک دانای کل تغییر ماهیت می‌دهد. راوی داستان صدای (بیان) هوشیار و دقیقی دارد ولی در واقع در تمامی داستان او همانیست که داستان را روایت می‌کند و در برخی موارد به‌طور کامل صدای راوی قطع می‌شود. در واقع سبک روایت داستایوسکی در آثارش طبق تئوری باختین به نوعی پلیفونی می‌باشد.
از نظر باختین صداها به کمیتشان نیست، به کیفیتشان است. تعدد آدم‌ها صدا را اضافه نمی‌کند، تعدد افکار است که آن را اضافه می‌کند. چندصدایی یعنی وجود آدم‌های وارسته، آگاه، دانا، شجاع، کسانی که می‌توانند عقاید خود را بیان کنند، این‌ها صاحبان صدا هستند. صاحبان صدا کسانی نیستند که صاحب زبان باشند، صاحب صدا یعنی صاحب فکر، صاحب نظر. صداها می‌توانند به هم نزدیک یا دور باشند، این استقلال و آزاد بودن است که صدا را تبیین و تعریف می‌کند نه تعدد کمی آن.

## شخصیت‌های داستان
- استپان تروفیموویچ ورخاوینسکی که شخصی فرهیخته و روشن فکر است خواسته یا ناخواسته به رشد تفکرات نیهیلیسم که در راس آنها فرزندش، پیوتر استپانوویچ و شاگرد سابقش نیکولای استاوروگین قرار دارند و جامعه محلی را پرتگاه سقوط به پیش می‌برند، بسیار کمک می‌کند. در واقع می‌توان گفت که داستایوسکی با ساخت شخصیت تروفیموویچ سعی داشته که شخصیت‌های آرمانگرای لیبرال دوران ۱۸۴۰ روسیه همچون آلکساندر هرتسن و تیموفی گرانفسکی را بازسازی کند. رمان با صحبت‌های توصیفات پر نیش و کنایه راوی که در البته در کمال خونگرمی بیان می‌شود پیرامون شخصیت و گذشته استپان تروفیموویچ آغاز می‌شود. او جوانی اش را به عنوان سخنرانی ممتاز در دانشگاه آغاز می‌کند و هبه مدت کوتاهی همه بر این باور هستند که نماینده نگاه جدید در روسیه تزاری کسی جز او نخواهد بود. تروفیموویچ باور دارد که سران حکومت خطر وجود وی را حس کرده‌اند و از دانشگاه اخراجش کرده‌اند و وادارش کردند در خارج مرکز توجه قرار گیرد؛ ولی در واقع این شوخی بیش نیست و تا آنجا که در رمان مشخص است، حتی یک نفر هم از رده‌های بالای مملکلت وی را نمی‌شناسند و از وجودش بی خبرند. به‌هرحال او پیشنهاد واروارا استاوروگینا را برای پذیرش آموزش فرزندش را می‌پذیرد و در واقع آموزگار عالی وی می‌شود. رابطه ای معقول و پاکدامنانه میان استپان و واروارا حتی پس از پایان قرارداد مالی آموزگاری نیز ادامه دارد. البته پیوتر فرزند استپان در بخشی از داستان در مورد رفتار وی با واروارا به پدرش می‌گوید: توتنها دلقک احساسی وی هستی. در واقع در تمام طول زندگی استپان این واروارا هست که هر بار وی در مخمصه ای می‌افتد فرشته نجات بخش است. وقتی استپان می‌فهمد در قبال احساسات واروارا مسئولیت پذیر نبوده و رفتاری نامناسب داشته در راه کنار آمدن با این شرمساری دچار بیماری و ضعف جسمانی می‌شود.
- واروارا پتروونا استاوروگینا ،زنی ثروتمند، با نفوذ و ملاک است که در شهری که داستان در آن روایت می‌شود یعنی سکورشنیکی زندگی می‌کند. در واقع حامی اصلی استپان تروفیموویچ همین ختنم است که هم وظیفه حمایت مالی و معنوی وی را بر عهده دارد و هم به اندازه کافی بر او مسلط است. واروار پترووانا در واقع در این شهر به عنوان زنی روشنفکر و پیشرو شهره است و در جلسات روشن فکران حضوری مستمر دارد. اگاهانه، در عین سخاوت و روشن ضمیری واروارا سعی بر آن دارد که خود حامی بزرگ هنر و کارهای خیرخواهانه نشان دهد. در اواسط داستان و با ورود پیوتر استپانوویچ، او تلاش زیادی می‌کند تا از خشم واروارا نسبت به پدر خود به بهترین نحو ممکن بهره ببرد. واروا همواره نسبت فرزندش (استاوروگین) نگاهی آغشته به ستایش دارو ولی گاهی اوقات حسی نامطبوع نسبت وی در خود حس می‌کند و درسافت او این است که کمیت فرزندش لنگ است؛ ولی پیوتر استپانوویچ همواره با خوشیرینی کردن سعی بر آن دارد تا رفتارهای غی عادی استاوروگین جلوی چشم مادرش لاپوشانی کند.
- نیکولای وسوولاویچ استاوروگین
- بی اغراق می‌توان گفت پر اثرترین شخصیت این داستان بدون شک اوست. زیبایی، خوشتیپی و قدرت بی‌اندازه از ویژگی‌های شخصیتی اوست؛ ولی با تمامی این اوصاف به قول راوی داستان دافعه ای درون اوست که مانع همدلی کسی با وی می‌شود. شخصیت اجتماعی وی عبوس و بسیار خود رای نشان می‌دهد. تمام شخصیت‌های داستان شیفته وی هستند.
- پیوتر استپانوویچ ورخاوینسکی
- ایوان پاوولیچ شاتوف
- الکسی نیلیچ کیریلف

## دیگر شخصیت‌ها
- لیزاوتا نیکولینا توشینا (لیزا)
- داریا پاولوونا
- ماریا تیموفینا لبیادکین
- سروان لبیادکین